# Arnold Böcklin
Arnold Böcklin, född 16 oktober 1827 i Basel, död 16 januari 1901 på San Domenico, Fiesole i Toscana, var en schweizisk målare och bildhuggare, en av de viktigare företrädarna för symbolismen. Hans kanske mest kända verk är Dödens ö, som finns i fem varianter.

## Biografi
Flera av hans verk har inspirerat tonsättare till musikverk. Max Regers Vier Tondichtungen nach A. Böcklin op.128 (1913) tar till exempel upp följande fyra: Der geigende Eremit, Im Spiel der Wellen, Dödens ö och Bacchanal. Just "Dödens ö" har dessutom varit inspirationskälla till både Toteninsel (1898) av Andreas Hallén, Ithaka op. 21 (1904) av Wilhelm Stenhammar och Dödens ö av (1909) Sergej Rachmaninov. Tavlan är också viktig för August Strindbergs dramatiska verk Spöksonaten och Toten-Insel.
Arnold Böcklin var en av de märkligaste företrädarna för senromantiken och nådde på 1890-talet en för vår tid nästan ofattbar popularitet. Hans stora arkadiska landskap befolkas med diverse mytologiska figurer, som personifierar naturen. En svårmodig romantisk stämning präglar målningarna och färgerna är ofta hårt uppdrivna, till exempel i Villa vid havet.
Många svenska konstnärer tog djupa intryck av Böcklin, bland andra Ernst Josephson (Näcken), prins Eugén och Carl Milles. Böcklin är representerad vid bland annat Göteborgs konstmuseum.

## Eftermäle
Asteroiden 15710 Böcklin är uppkallad efter honom.

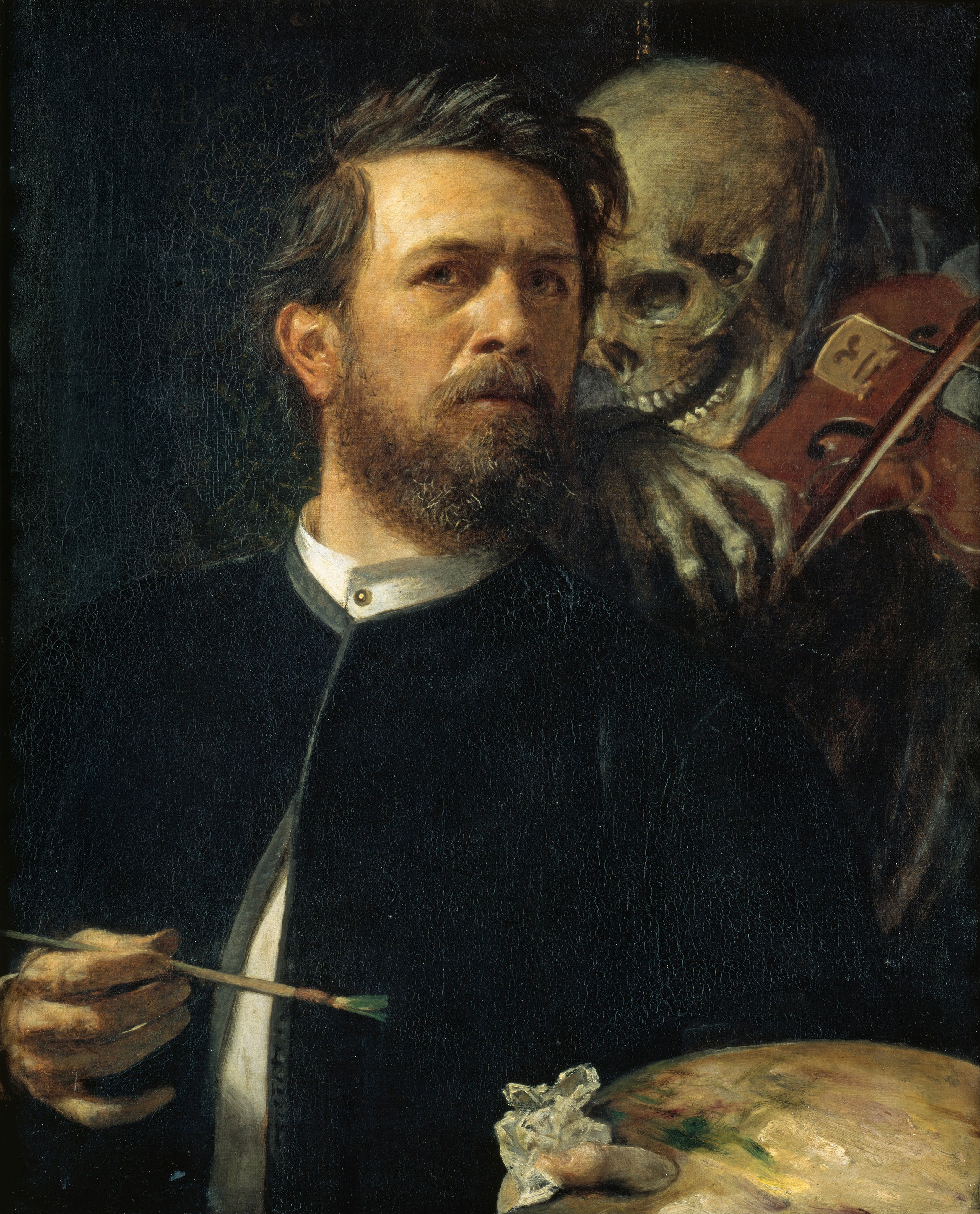
Arnold Böcklins Självporträtt med döden som spelar fiol (1872).
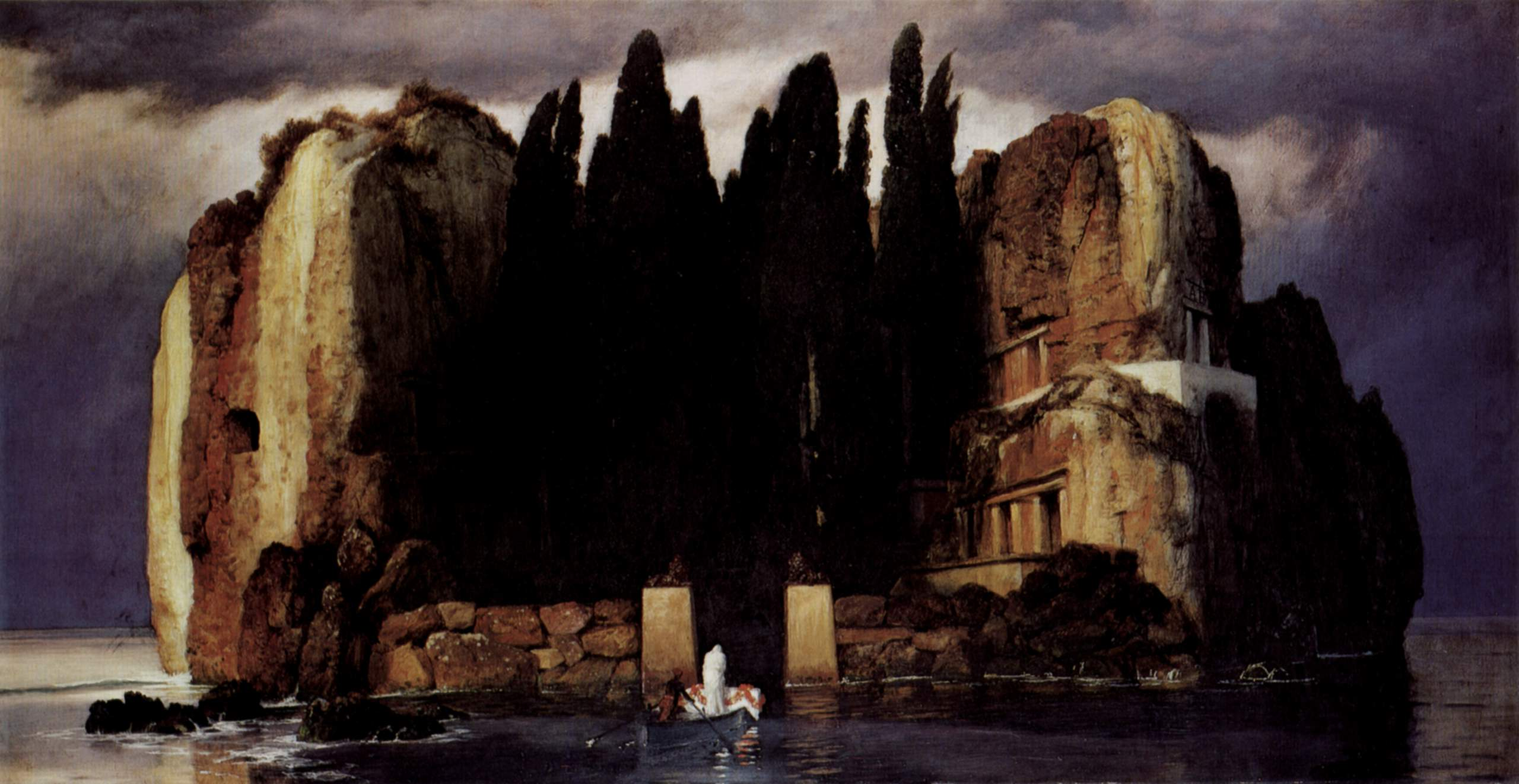
Dödens ö (Die Toteninsel).